# Liste der Bodendenkmäler in Wonsees
Auf dieser Seite sind die Bodendenkmäler in dem oberfränkischen Markt Wonsees zusammengestellt. Diese Tabelle ist eine Teilliste der Liste der Bodendenkmäler in Bayern. Grundlage ist die Bayerische Denkmalliste, die auf Basis des Bayerischen Denkmalschutzgesetzes vom 1. Oktober 1973 erstmals erstellt wurde und seither durch das Bayerische Landesamt für Denkmalpflege geführt wird. Die folgenden Angaben ersetzen nicht die rechtsverbindliche Auskunft der Denkmalschutzbehörde.

## Bodendenkmäler in Wonsees

### Bodendenkmäler in der Gemarkung Menchau
| Lage               | Objekt                                     | Akten-Nr.     | Bild |
| ------------------ | ------------------------------------------ | ------------- | ---- |
| Menchau (Standort) | Grabhügel vorgeschichtlicher Zeitstellung. | D-4-6034-0001 |      |

### Bodendenkmäler in der Gemarkung Sanspareil
| Lage                  | Objekt | Akten-Nr.     | Bild |
| --------------------- | --- | ------------- | ---- |
| Sanspareil (Standort) | Grabhügel der Hallstattzeit. | D-4-6033-0011 |      |
| Sanspareil (Standort) | Höhle mit vorgeschichtlichen Funden. | D-4-6033-0012 |      |
| Sanspareil (Standort) | Höhle mit Funden des Mesolithikums. | D-4-6033-0013 |      |
| Sanspareil (Standort) | Grabhügel vorgeschichtlicher Zeitstellung. | D-4-6033-0014 |      |
| Sanspareil (Standort) | Untertägige Teile und Fundamente abgegangener Bauten der mittelalterlichen bis frühneuzeitlichen Burg Zwernitz.                                                             | D-4-6033-0015 |      |
| Sanspareil (Standort) | Grabhügel vorgeschichtlicher Zeitstellung. | D-4-6033-0016 |      |
| Sanspareil (Standort) | Höhle vermutlich mit Funden vorgeschichtlicher Zeitstellung. | D-4-6033-0165 |      |
| Sanspareil (Standort) | Untertägige Teile von Parkbauten und Elementen der Gartenarchitektur sowie Fundamente abgegangener Bebauung und Ausstattung des frühneuzeitlichen Felsengartens Sanspareil. | D-4-6033-0194 |      |
| Sanspareil (Standort) | Bestattungsplatz mit Grabhügeln vorgeschichtlicher Zeitstellung. | D-4-6033-0245 |      |
| Sanspareil (Standort) | Verschleifter Grabhügel vorgeschichtlicher Zeitstellung. | D-4-6034-0003 |      |
| Sanspareil (Standort) | Bestattungsplatz mit Grabhügeln vorgeschichtlicher Zeitstellung. | D-4-6034-0004 |      |
| Sanspareil (Standort) | Bestattungsplatz mit Grabhügel vorgeschichtlicher Zeitstellung. | D-4-6034-0008 |      |
| Sanspareil (Standort) | Körpergräber vor- und frühgeschichtlicher oder frühmittelalterlicher Zeitstellung.                                                                                          | D-4-6034-0025 |      |
| Sanspareil (Standort) | Bergbauareal vor- und frühgeschichtlicher oder mittelalterlicher Zeitstellung.                                                                                              | D-4-6034-0082 |      |
| Sanspareil (Standort) | Bestattungsplatz mit Grabhügeln vorgeschichtlicher Zeitstellung. | D-4-6034-0132 |      |

### Bodendenkmäler in der Gemarkung Schirradorf
| Lage                   | Objekt                                                          | Akten-Nr.     | Bild |
| ---------------------- | --------------------------------------------------------------- | ------------- | ---- |
| Schirradorf (Standort) | Grabhügel vorgeschichtlicher Zeitstellung.                      | D-4-5933-0019 |      |
| Schirradorf (Standort) | Frühmittelalterliches Reihengräberfeld.                         | D-4-5933-0022 |      |
| Schirradorf (Standort) | Grabhügel der mittleren Bronzezeit.                             | D-4-6033-0001 |      |
| Schirradorf (Standort) | Bestattungsplatz mit Grabhügel vorgeschichtlicher Zeitstellung. | D-4-6033-0246 |      |

### Bodendenkmäler in der Gemarkung Wonsees
| Lage               | Objekt | Akten-Nr.     | Bild |
| ------------------ | --- | ------------- | ---- |
| Wonsees (Standort) | Grabhügel vorgeschichtlicher Zeitstellung. | D-4-5933-0025 |      |
| Wonsees (Standort) | Mittelalterlicher Burgstall. | D-4-5933-0164 |      |
| Wonsees (Standort) | Grabhügel vorgeschichtlicher Zeitstellung. | D-4-6033-0004 |      |
| Wonsees (Standort) | Grabhügel vorgeschichtlicher Zeitstellung. | D-4-6033-0005 |      |
| Wonsees (Standort) | Befestigte Höhensiedlung der Urnenfelderzeit und mittelalterlicher Burgstall. | D-4-6033-0006 |      |
| Wonsees (Standort) | Grabhügel vorgeschichtlicher Zeitstellung. | D-4-6033-0007 |      |
| Wonsees (Standort) | Grabhügel vorgeschichtlicher Zeitstellung. | D-4-6033-0008 |      |
| Wonsees (Standort) | Grabhügel vorgeschichtlicher Zeitstellung. | D-4-6033-0010 |      |
| Wonsees (Standort) | Siedlung der Hallstattzeit. | D-4-6033-0173 |      |
| Wonsees (Standort) | Vermutlich Verhüttungsplatz des Mittelalters oder der Neuzeit. | D-4-6033-0187 |      |
| Wonsees (Standort) | Untertägige Teile der spätmittelalterlichen bis frühneuzeitlichen Pfarrkirche und der Kirchhofbefestigung in Wonsees, Fundamente mittelalterlicher Vorgängerbauten sowie Körpergräber des Mittelalters und der Neuzeit. | D-4-6033-0190 |      |